# Jorge Daniel Paladino
 Jorge Daniel Paladino  (La Pampa, 26 de enero de 1925–La Pampa, 19 de noviembre de 1984) fue un político argentino que militó en el Partido Justicialista y fue delegado personal del expresidente Juan Domingo Perón cuando este se encontraba en el exilio entre 1968 y 1972.

## Juventud e inicios en la militancia peronista
Paladino nació en la provincia de La Pampa el 26 de enero de 1925. Vivió su infancia y su adolescencia en la capital provincial Santa Rosa. En 1943, a sus 18 años viaja a Buenos Aires a estudiar derecho en la UBA, en donde entra en contacto con la dirigencia estudiantil, que en esa época apoyaba el golpe de 1943 a Ramón Castillo y en donde sus años de estudiante lo acercan al peronismo, quien asume la presidencia en junio de 1946. Se recibe de abogado a los 24 años en 1949 y apoya la reforma constitucional de ese año. De regreso a su provincia,ejerce la profesión y milita dentro del peronismo pampeano, hasta que en septiembre de 1955 ocurre la Revolución Libertadora que derroca y exilia a Perón. Paladino, con sus 30 años a cuestas, decide ocultarse un tiempo para evitar ser perseguido pudiendo volver a la palestra en 1958 con la asunción del radical Arturo Frondizi, quien es a su vez derrocado en 1962 por otro golpe militar. Posterior al golpe a Illia de 1966, Paladino, quien ya tiene 41 años, se ha hecho un nombre dentro del peronismo pampeano y nacional de ser una persona dialoguista con distintos sectores, y es alguien que puede servir a la causa de traer del exilio político a Perón.

## Actividad política
Militante del Partido Justicialista, peronista ortodoxo profundamente anticomunista, Paladino fue elegido en 1968 secretario general del Movimiento Nacional Justicialista y el 3 de diciembre de ese año Perón, que estaba exiliado en Madrid, lo designó delegado personal en reemplazo de Jerónimo Remorino que había fallecido el 20 de noviembre de 1968. El objetivo fundamental de su gestión era reconstruir  y consolidar el movimiento peronista así como vincular con Perón a la dirigencia política de la época, principalmente con Ricardo Balbín que era por entonces líder de la Unión Cívica Radical del Pueblo y máxima expresión de los sectores políticos no peronistas. Balbín le transmitió a Paladino su propuesta de reunir a los partidos políticos a fin de acordar una serie de líneas democráticas comunes y emprender colectivamente negociaciones con la dictadura para la "salida política" del régimen militar hacia un gobierno elegido por la población. Perón a su vez, apoyó la propuesta de Balbín y le escribió una carta personal, fechada el 25 de septiembre de 1970, en la que el fundador del peronismo le dice al presidente de la UCRP:

Estimado compatriota: (...) Tanto la Unión Cívica Radical del Pueblo como el Movimiento Nacional Justicialista son fuerzas populares en acción política. Sus ideologías y doctrinas son similares y debían haber actuado solidariamente en sus comunes objetivos. Nosotros, los dirigentes, somos probablemente los culpables de que no haya sido así. No cometamos el error de hacer persistir un desencuentro injustificado. (...) Separados podríamos ser instrumentos, juntos y solidariamente unidos, no habrá fuerza política en el país que pueda con nosotros y, ya que los demás no parecen inclinados a dar soluciones, busquémoslas entre nosotros, ya que ello sería una solución para la Patria y para el Pueblo Argentino. Es nuestro deber de argentinos y, frente a ello, nada puede ser superior a la grandeza que debemos poner en juego para cumplirlo.
Carta de Juan Domingo Perón a Ricardo Balbín, 25 de septiembre de 1970

En 1971 Lanusse envió al coronel Francisco Cornicelli a conversar con Perón en Madrid y este autorizó a Paladino para que conversara sobre una salida política del país con el ministro del Interior Arturo Mor Roig sin perjuicio que seguía realizando declaraciones con una inequívoca aprobación al uso de la violencia..
Paladino tuvo varias conversaciones con integrantes del gobierno del general Alejandro Lanusse entre cuyos temas estuvo el de la devolución del cadáver de Eva Perón. El 1º de septiembre de 1971 viajó a Madrid y de inmediato se entrevistó con el embajador argentino brigadier Rojas Silveyra, quien le comunicó que el coronel Héctor Cabanillas sería el encargado de entregar el cadáver, lo que se hizo el 3 de septiembre en el domicilio de Perón, la quinta 17 de octubre, en Puerta de Hierro y Paladino fue uno de los firmantes del acta que certificaba ese hecho..
El 10 de abril de 1972 la organización guerrillera Ejército Revolucionario del Pueblo (ERP) asesinó en dos hechos no conectados entre sí al empresario Oberdan Sallustro, al que tenían secuestrado, y al general Juan Carlos Sánchez. Perón se negó a acceder al pedido del gobierno argentino de  condenar los asesinatos en tanto Paladino los repudió declarando que se estaba ante un terrorismo de fraseología izquierdoide y de contenido reaccionario,
Después que el gobierno militar convocara el 17 de octubre de 1972 a elecciones generales a realizarse el 11 de marzo de 1973, se da a conocer la renuncia de Paladino a sus cargos y su reemplazo por Héctor J. Cámpora. Page manifiesta sus dudas sobre las causas del reemplazo de Paladino. Señala que algunos peronistas culpan a la influencia de su secretario privado y futuro Ministro de Bienestar Social José López Rega, pero la desestima indicando que no cree que el mismo pudiera influir en ese momento en una decisión de tal importancia y explicando que si algunos peronistas buscan culpar al secretario privado por decisiones que pueden ser objeto de críticas, ello lo hacen para salvaguardar la figura del propio Perón. En algunas notas periodísticas se opinó que la separación de Paladino fue imputable al propio Lanusse pues lo ocurrido fue que Perón estaba descontento porque el gobierno le pagó sus haberes militares atrasados en cuotas y sospechaba que las negociaciones a cargo de Paladino ocultaban el propósito real de Lanusse de presentar su candidatura a presidente. Page igualmente desestima estas opiniones que, según dice, utilizan un punto de vista muy limitado que no abarca la totalidad de los hechos involucrados en la relación Perón-Lanusse. Paladino venía siendo objeto de críticas y hostigamiento por parte de integrantes del ala izquierda del peronismo tales como Dardo Cabo, Rodolfo Galimberti y Alicia Graciana Eguren Vivas, viuda de John William Cooke, que llegó a decir una frase prontamente difundida por adherentes de ese sector peronista, según la cual Paladino no era el delegado de Perón ante Lanusse sino el delegado de Lanusse ante Perón. Page opina que con el reemplazo de Paladino, Perón trató de evitar disensiones entre sus adherentes y de sacar del medio –como era metodología- a un hombre que había logrado cierto prestigio entre los peronistas y ganado el respeto de líderes de otros partidos; por otra parte, Page afirma que la elección de Cámpora,   
un hombre leal que al decir de Page era “un acólito sin personalidad”  era funcional a su propósito de retornar por tercera vez a la presidencia de la Nación y a su voluntad de restablecer dentro del partido una absoluta verticalidad que le garantizara el control del mismo.
En Argentina Paladino organizó su propia corriente interna dentro del justicialismo, que no alcanzó mayor representación en las elecciones internas de ese partido.

## Proceso de Reorganización Nacional y fallecimiento
Tras su fracaso en las internas del justicialismo, Paladino sigue, sin embargo, siendo secretario general del Movimiento Nacional Justicialista durante los 3 años del tercer peronismo (1973-1976) hasta el derrocamiento de Isabel Perón en 1976 por la Junta Militar del Proceso de Reorganización Nacional. Paladino es detenido un tiempo, pero es liberado por su buena relación con los jefes de las Fuerzas Armadas, exiliandose en su provincia La Pampa durante toda la dictadura militar, hasta que tras la derrota en la Guerra de Malvinas en 1982 y el retorno de la democracia el 10 de diciembre de 1983, vuelve a la palestra a militar dentro del peronismo pampeano hasta su fallecimiento por un infarto de miocardio el 19 de noviembre de 1984 a los 59 años, siendo enterrado en la capital provincial Santa Rosa tras un escueto velorio.